# Prošćenje
Prošćenje (en serbe cyrillique : Прошћење) est un village du nord-est du Monténégro, dans la municipalité de Mojkovac.

## Démographie

### Évolution historique de la population
| 1948  | 1953  | 1961  | 1971  | 1981  | 1991 | 2003 |
| ----- | ----- | ----- | ----- | ----- | ---- | ---- |
| 1 396 | 1 514 | 1 592 | 1 506 | 1 100 | 867  | 755  |